# زرد (مانه و سملقان)
زرد روستایی در دهستان قاضی بخش سملقان شهرستان مانه و سملقان استان خراسان شمالی ایران است.

## جمعیت
بر پایه سرشماری عمومی نفوس و مسکن در سال ۱۳۹۵ جمعیت این مکان ۲٬۴۷۲ نفر (۷۷۹خانوار) بوده‌است.